# Seznam pokopanih na pokopališču Novodeviči, Moskva
Seznam pokopanih na pokopališču Novodevičje, Moskva.

## A
- Sergey Afanasjev (1918–2001), prvi sovjetski minister za vesoljsko industrijo
- Ivan Agajnc (1911–1968), častnik KGB in vohun
- Sergej Aksakov (1791–1859), pisatelj
- Boris Alekandrovič Aleksandrov, (1905–1994), glasbenik
- Abraham Alihanov, fizik
- Nadežda Alilujeva-Stalin (1901–1932), žena Josipa Stalina
- Daniil Andrejev (1906–1959), pisatelj, pesnik
- Averkij Aristov (1903–1973), politik in diplomat

## B
- Demjan Bednij (1883–1945), pesnik
- Andrej Beli (1880–1934), pisatelj
- Pavel Beljajev (1925–1970), kozmonavt
- Georgij Beregovoj (1921–1995), kozmonavt
- Mark Bernes (1911–1969), igralec in pevec
- Vladimir Bonč-Brujevič (1873–1955), pisatelj
- Sergej Bondarčuk (1920–1994), igralec in režiser
- Artjom Borovik (1960–2000), novinar in poslovež
- Mihail Botvinnik (1911–1995), šahovski mojster
- Valerij Brjusov (1873–1924), pesnik
- Mihail Bulgakov (1891–1940), dramatik
- Nikolaj Bulganin (1895–1975), državnik
- Nikolaj Burdenko (1876–1946), nevrokirurg
- Rolan Bjkov (1929–1998), igralec

## C
- Bolesław Czarniawski (1898–1961), general

## Č
- Anton Čehov (1860–1904), pisatelj
- Vladimir Čelomej (1914–1984), raketni inženir
- Pavel Aleksejevič Čerenkov (1904–1990), fizik, akademik, Nobelov nagrajenec za fiziko
- Ivan Černjahovski (1906–1945), general
- Georgi Čičerin (1872–1936), državnik

## D
- Kuzma Nikolajevič Derevjanko (1904–1954), general
- Aleksander Dejneka (1899–1969), slikar in kipar
- Lev Mihailovič Dovator (1903–1941), general
- Isaak Dunajevski (1900–1955), skladatelj in dirigent

## E
- Ilja Ehrenburg (1891–1967), pisatelj
- G. El-Registan (1899–1945), pesnik
- Sergej Eisenstein (1898–1948), filmski režiser

## F
- Aleksander Aleksandrovič Fadejev (1901–1956), pisatelj
- Dmitri Furmanov (1891–1926), pisatelj
- Ekaterina Furceva (1910–1974), politik

## G
- Sergej Apolinarjevič Gerasimov (1906–1985), filmski režiser
- Vitalij Ginzburg, fizik, akademik, Nobelov nagrajenec za fiziko[1]
- Reinhold Glière (1875–1956), skladatelj
- Valentin Gluško (1908–1989), inženir
- Nikolaj Gogol (1809–1852), pisatelj
- Mihail Sergejevič Gorbačov (1931–2022), voditelj ZSSR
- Raisa Gorbačova (1932–1999), prva dama Sovjetske zveze[2]
- Sergej Georgijevič Gorškov, vrhovni poveljnik Sovjetske vojne mornarice
- Andrej Gromiko (1909–1989), politik

## H
- Nazim Hikmet (1901–1963), turški pesnik
- Velimir Hlebnikov  (1885–1922),  pesnik
- Nikita Hruščev (1894–1971), vodja ZSSR (1953–1964)

## I
- Ilja Ilf (1897–1937), pisatelj
- Sergej Iljušin (1894–1977), letalski inženir

## J
- Boris Jelcin (1931–2007), prvi predsednik Ruske federacije[3]
- Jevgenij Jevstignejev (1926–1992), igralec

## K
- Dmitri Borisovič Kabalevski (1904–1987), skladatelj
- Lazar Kaganovič (1892–1991), politik
- Leonid Kantorovič (1912–1986), ekonomist, Nobelov nagrajenec za ekonomijo
- Vladimir Afanasjevič Kasatonov, admiral flote
- Lev Kassil (1905–1970), pisatelj
- Valentin Katajev (1897–1986), pisatelj
- Igor Kio (1944–2006), an iluzionist
- Vladimir Kokkinaki (1904–1985), testni pilot
- Boris Korolev (1885–1963), avant-garde kipar
- Olga Knipper (1868–1959), igralka
- Leonid Borisovič Kogan (1924–1982), violinist
- Aleksandra Kollontaj (1872–1952), politik
- Pavel Korin (1892–1967), slikar
- Zoja Kosmodemjanskaja (1923–1941), partizanka
- Pjotr Koševoj (1904–1976), general
- Gleb Kotelnikov (1872–1944), izumitelj
- Ivan Nikitovič Kožedub (1920–1991), general
- Ivan Kozlovski (1900–1993), operni pevec
- Peter Kropotkin (1842–1921), anarhist
- Lev Kulešov (1899–1970), filmski teoretik in režiser

## L
- Lev Landau (1908–1968), fizik in Nobelov nagrajenec za fiziko
- Aleksander Lebed (1950–2002), general in politik
- Sergej Aleksejevič Lebedev (1902–1974), računalničar
- Sergej Lemešev (1902–1977), operni pevec
- Jevgenij Leonov (1926–1994), igralec
- Isaac Levitan (1860–1900), slikar
- Jurij Levitan (1914–1983), radijski voditelj
- Maksim Litvinov (1876–1951), politik

## M
- Matvej Manizer (1891–1966), kipar
- Aleksej Petrovič Maresijev (1916–2001), letalski as
- Samuil Maršak (1887–1964), pisatelj
- Vladimir Majakovski (1893–1930),  pesnik
- Anastas Mikojan (1895–1978), politik
- Vjačeslav Molotov (1890–1986), politik
- Kiril Moskalenko (1902–1985), general
- Vera Muhina (1889–1953), kiparka

## N
- Vladimir Nemirovič-Dančenko (1858–1943), gledališki režiser
- Jurij Nikulin (1921–1997), klovn in igralec
- Aleksander Novikov (1900–1976), maršal

## O
- Sergej Obrazcov (1901–1992), lutkar
- Vladimir Obručev (1863–1956), geolog, geograf in raziskovalec
- Nikolaj Ogarev (1813–1877), pisatelj
- Nikolaj Ogarkov (1917–1994), vojaški častnik, maršal Sovjetske zveze
- David Ojstrah (1908–1974), violinist
- Aleksander Oparin (1894–1980), znanstvenik
- Ljubov Orlova (1902–1975), igralka
- Nikolaj Ostrovski (1904–1936), pisatelj

## P
- Ivan Panfilov (1892–1941), general
- Ivan Dmitrijevič Papanin, raziskovalec Arktike
- Anatolij Papanov (1922–1987), igralec
- Valentin Parnah (1891–1951), pesnik in glasbenik
- Ljudmila Pavličenko (1916–1974), ostrostrelka
- Ana Pavlova (1881–1931), baletnica
- Ivan Petrov (1896–1958), general
- Ivan Petrovski (1901–1973), matematik
- Nikolaj Podgornij (1903–1983), politik
- Aleksander Ivanovič Pokriškin (1913–1985), maršal
- Boris Polevoj (1908–1981), pisatelj
- Pjotr Pospelov (1898–1971), funkcionar KP SZ
- Sergej Prokofjev (1891–1953), skladatelj
- Aleksandwr Ptuško (1900–1973), a filmski režiser

## R
- Vjačeslav Ragozin (1908–1962), šahovski mojster
- Arkadij Raikin (1911–1987), komik
- Aleksander Razumnij (1891–1972), filmski režiser
- Sviatoslav Richter (1915–1997), pianist
- Mihail Romm (1901–1971), filmski režiser
- Mstislav Rostropovič (1927–2007), čelist
- Nikolaj Grigorjevič Rubinstein (1835–1881), pianist in skladatelj
- Lidija Ruslanova (1900–1973), ljudski pevec

## S
- Aleksander Saburov (1908–1974), general
- Ivan Samilovskij (1905–1971), diploma
- Otto Schmidt (1891–1956), znanstvenik
- Alfred Schnittke (1934–1998), skladatelj
- Aleksander Scriabin (1872–1915), skladatelj
- Ivan Sečenov (1829–1905), fiziolog
- Nikolaj Semaško (1874–1949), politik
- Jurij Senkevič (1937–2003), raziskovalec
- Valentin Serov (1865–1911), pisatelj
- Innokentij Smoktunovski (1925–1994), igralec
- Vladimir Solovjov (1853–1900), filozof
- Konstantin Stanislavski (1863–1938), gledališki režiser
- Leopold Suleržicki (1872–1916), gledališki igralec
- Mihail Arkadjevič Svetlov (1903–1964), pesnik
- Georgij Sviridov (1915–1998), skladatelj

## Š
- Fjodor Šaljapin (1873–1938), operni pevec
- Boris Ščerbina, politik
- Aleksej Ščusev (1873–1949), arhitekt
- Visarion Šebalin (1902–1963), skladatelj
- Dimitrij Šepilov (1905–1995), politik
- Dimitrij Šostakovič (1906–1975), skladatelj
- Vladimir Šuhov (1853–1939), gradbeni inženir
- Vasilij Šukšin (1929–1974), pisatelj in igralec

## T
- Viktor Talalihin (1918–1941), poročnik
- Sergej Tanejev (1856–1915), skladatelj
- Jelizaveta Tarahovskaja (1891–1968), pesnica in dramatičarka
- Jevgenij Tarle (1874–1955), zgodovinar
- Vladimir Tatlin (1885–1953), slikar in arhitekt
- Vasilij Tihomirov (1876–1956), koreograf
- Nikolaj Tihonov (1905–1997), politik
- German Titov (1935–2000), kozmonavt
- Aleksej Nikolajevič Tolstoj (1882–1945), pisatelj
- Pavel Tretjakov (1832–1898), poslovnež, mecen
- Vladimir Filipovič Tribuc (1900–1977), admiral
- Andrej Nikolajevič Tupoljev (1888–1972), letalski inženir
- Aleksander Tvardovski (1910–1971), pesnik

## U
- Galina Ulanova (1909–1998), prima balerina
- Vasilij Ulrih (1889–1951), sodnik
- Mihail Uljanov (1927–2007), igralec

## V
- Jevgenij Vahtangov (1883–1922), gledališki režiser
- Sergej Ivanovič Vavilov (1891–1951), fizik
- Vladimir Vernadski (1863–1945), mineralog in geokemik
- Aleksander Vertinski (1889–1957), pevec
- Dziga Vertov (1896–1954), filmski režiser
- Ivan Matvejevič Vinogradov (1891–1983), matematik

## Z
- Nikolaj Zabolocki (1903–1958), pesnik
- Nikolaj Dimitrijevič Zelinskij (1861–1953), kemik

## Ž
- Georgij Žonov (1915–2005), igralec